# Порт Вју (Пенсилванија)
Порт Вју (енгл. Port Vue) град је у америчкој савезној држави Пенсилванија.

## Демографија
По попису из 2010. године број становника је 3.798, што је 430 (-10,2%) становника мање него 2000. године.
| Група             | 2000.         | 2010.         |
| Белци             | 4.148 (98,1%) | 3.655 (96,2%) |
| Афроамериканци    | 29 (0,7%)     | 53 (1,4%)     |
| Азијати           | 1 (0,0%)      | 8 (0,2%)      |
| Хиспаноамериканци | 32 (0,8%)     | 25 (0,7%)     |
| Укупно            | 4.228         | 3.798         |